# 만인 제사장

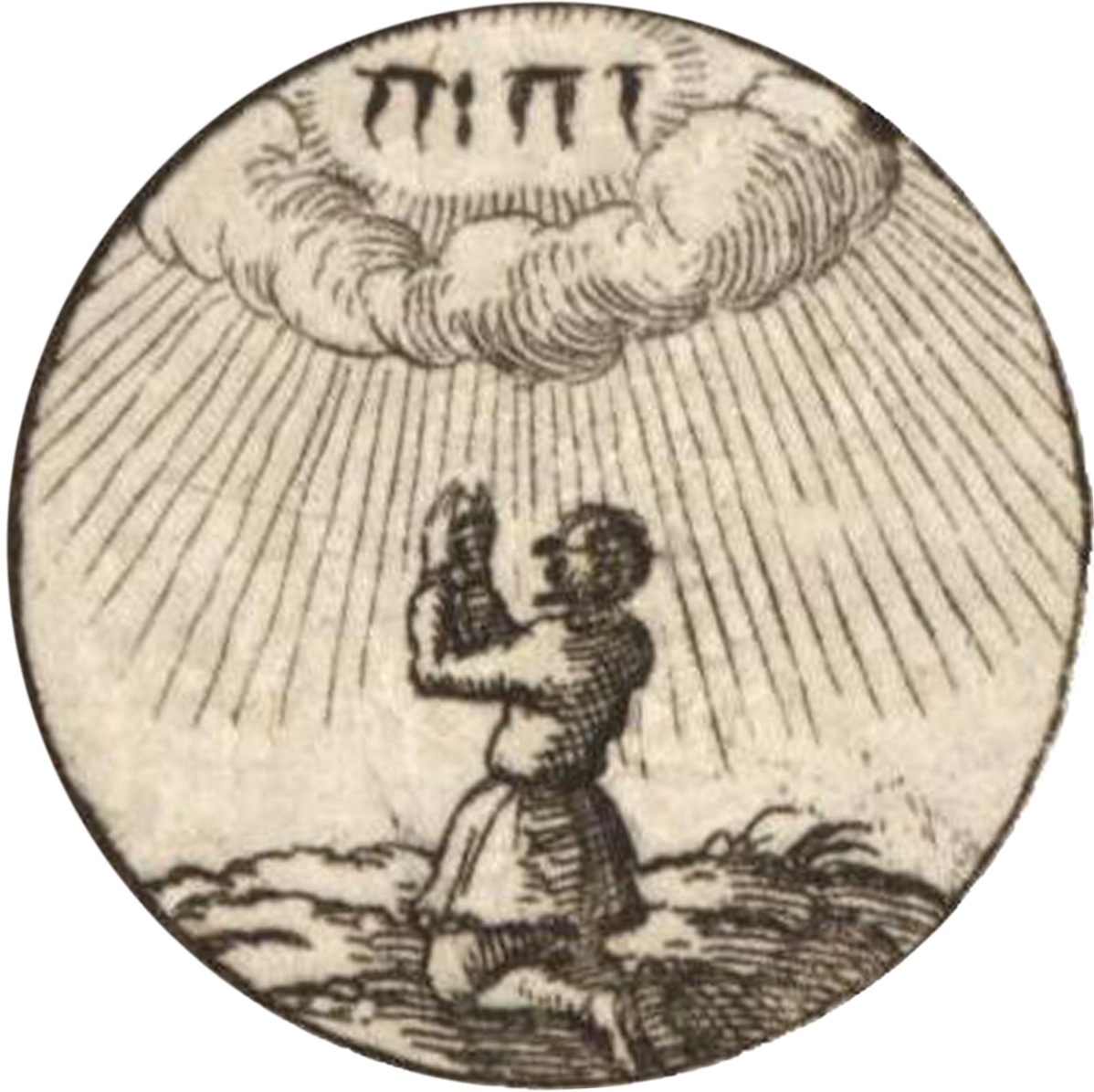
만인제사장 교리를 주장하는 아우크스부르크 신앙고백 21장, 성자들의 유물은 우리가 각기 맡은 직책에 따라 그들의 믿음과 선행을 본받도록 우리 가운데 기념으로 둘 수 있다. 그러나 성서는 우리 앞에 중보자, 화해자, 대제사장 및 중재자로서 그리스도 한 분만을 두며, 성자에게 기도드리거나 성자의 도움을 구하는 것을 가르치지 않는다. 우리는 그리스도에게 기도드려야 한다. 그는 우리의 기도를 주시겠다고 약속하셨다.

만인 제사장(萬人祭司長, priesthood of all believers)이란 신앙인은 모두 동일하게 제사장이라는 교리로 신자에게는 어떠한 계급도 없으며 누구나 하나님의 동등한 자녀임을 강조하는 평등의 개념이다. 신자는 누구나 그리스도를 고백할 때 하나님과 인간 사이에 제사장과 같은 인간 중보자 없이 거룩한 성도이며 동일한 하나님의 자녀임을 주장한 종교 개혁가 마르틴 루터의 종교개혁 신학의 주장이다. 
신학적으로는 그리스도 앞에 모든 신자가 그리스도를 통하여 성령의 도움으로 하나님께 직접 예배하고 교통할 수 있다는 개신교의 신학 개념이다. 만인제사 또는 만인사제설 또는 만인제사장론 또는 만인사제주의라고도 한다.
만인사제설(만인제사장)은 종교개혁을 통해 탄생한 개신교의 확고한 신념이자 기본적이며 핵심적인 근본원리 중에 하나이다. 이는 성서적인 근거를 기반으로하여 루터에 의해 재주장되었다. 성도와 성직자 간에는 기존 로마 카톨릭처럼 상하의 권위적인 계급이 존재하지 않으며, 다만 성경에 언급된 공적인 사제직을 인정하기는 하는데, 그것은 예배를 위한 직무상의 직책이나 역할뿐임을 강조한다. 이는 이스라엘의 왕정시대 이전에 부족동맹시절의 모습과 동일하다.
예수가 십자가형으로 사망할때, 예루살렘 성전내 있는 성소와 지성소를 구분짓는 휘장이 위에서 아래로 찢어졌다(마 27:51). 여기서 휘장은 '예수의 육체’로 해석하며(히 6:19; 10:20), 휘장이 찢어졌다는 것은 예수의 피로 영원한 속죄를 이루었음을(히9:12) 말한다. 따라서 성도와 하나님간에 존재하던 가림막(휘장)이 예수의 대속의 공로로 제거됨에 따라 성도들은 예수 그리스도를 의지하면 직접 신에게 나아갈 수 있는 길이 열린것이다.
예루살렘 성전내의 성소와 지성소 사이에 있었던 휘장(출 40:21)이란, 지성소의 성물을 보호하고 거룩함을 유지하기 위해 가려진 휘장이었다. 이 지성소에는 오직 대제사장만이 일 년에 단 한 차례 대속죄일에 자신과 지도자, 나라, 모든 백성을 위한 속죄를 위해 이 가리개 휘장을 열고 지성소로 들어갈 수 있었다(레 16장). 그러나 이 휘장이 찢어졌다는 것은 예수라는 영원한 속제물이자 대제사장으로 인해 구약의 모든 종교의식이 폐지되었기에 더 이상 제사장이 필요없게 되었다는 뜻으로 개신교에서는 해석하고 있다. 따라서 만인사제설에는, 모든 신자는 타인을 위해 기도할 수 있고, 교리를 다른 사람에게 가르칠 자격이 있으며, 교회내에 특수한 직위나 권위를 지닌 특별한 성직자나 집단은 있을 수 없다는 의미가 담겨 있다.
만인사제설의 관점에서 볼때 성도와 성직자는 서로 평등한 관계가 된다. 즉, 교회내에서 계급서열은 존재할 수 없기 때문에 교황(교종)의 존재에 대한 성서적인 근거란 없다. 따라서 교황의 존재와 권위 등 모든 것을 일체 거부하고 저항하는 프로테스탄트즘(Protestantism)의 기본적 교리와 구심점은 만인사제설에 있는 것이다.

## 개요

### 만민 평등 개념
만인제사장 교리는 기독교가 지닌 만인 평등 사상을 재발견한 신학적 개념이다. 16세기 서방교회의 제도적 모순과 교황제의 폐습 등을 개혁하자는 서방교회 개혁 찬성파의 신학 이론이었다. 16세기 서방교회의 유럽 중세 신분 계급을 따라 성인과 성직자와 일반 신도로 구분한 교회 내 계급적 구분을 벗어나 복음 안에서 그리스도를 따르는 모든 이가 동일한 성도임을 강조하는 신학적 사상이다. 11세기부터 16세기까지 서방교회가 중세시대 사회적 계급을 따른 교회내 계급제도를 개혁하기 위한 기독교적 평등을 재발견한 것이다. 베드로 전서 2장 4~8절에 따르면 성직자들만이 제사장이 아니라 모든 하나님의 성도들이 그리스도의 구속의 은혜로 제사장이다.

### 성만찬의 평등
이 교리를 따르는 서방교회의 개신교회 내에서 여러 제도와 성례는 급변하였다. 오직 성직자만이 제사장이 아니라 성찬과 예배의 사역자(루터의 표현 minister)가 되었고, 성례전인 성만찬에서 서방 기독교 공동체가 12세기부터 16세기까지 제한되었던 떡과 포도주를 함께 나누게 되었고, 제한되었던 찬송도 모든 성도들이 함께 부르는 찬송으로 변화하였으며, 성만찬을 집례할 때에 성직자가 신자들을 바라보는 개신교 전통인 소통의 성만찬으로 변화하였다.

### 성도의 동등함
이는 성도의 평등함을 강조하는 것으로 성직자와 평신도의 구분이 없다는 의미가 아니라 누구나 계급이 아니라 사명에 따라 성직자가 될 수 있다. 성직자인 목사는 죄를 사하는 구약성경의 왕정시대 제사장적인 절대적 계급이 아니라, 구약 성경의 광야 시대 다른 지파와 동등한 한 지파인 레위가 성막에서 제사를 지내는 형태로 성직 자격 그 자체로 예배를 인도하며 성례전을 책임지는 자라는 의미라고도 해석한다.
또는, 말 그대로 성직자와 평신도가 구분이 없다고 해석하기도 한다. 만인제사장의 "개념"은 루터가 처음 주장한것은 아니다. 터키개신교중 하나인 발도파교회의 경우, 평신도가 설교를 한다. 또한, 초대교회시절 토론형식으로 예배를 드리던 때에도 토론의 사회자, 진행자정도의 개념으로 아무나 할 수 있지만 그냥 그사람이 하는 역할 정도로 이해하기도 한다. 
구약성경에서도 말하는 제사장 역시 왕정 이전에는 이스라엘 12지파 중 레위 지파로서 계급적 현태가 아닌, 다른 지파와 동등한 일원이었다. 제사장은 구약 시대 중 왕정 이후에 왕족의 등장과 더불어 귀족화하였다.  
성직자 즉 개신교 목사는 죄를 사하고, 제물을 바치는 제사장으로서가 아니라 전통적 기독교 교회의 5가지 요소(예배, 친교, 교육, 선포, 봉사)를 책임지고, 신앙을 가르치고 수호하는 이로 인식한다. 그러므로 천주교회의 교종(교황)과 성인과 성모 마리아의 절대성과 중개는 불필요한 신학적 개념이며 불필요한 제도이다.

### 구약성경의 제사장
구약성경에서는 제사장은 이스라엘 왕정 이전과 왕정 이후 개념 차이가 있다. 왕정 이전인 부족 동맹 시절의 제사장은 12 지파중 레위 지파 출신이었을뿐이다. 레위 지파 역시 다른 지파와 계급적인 관계는 아니었고, 다른 지파와 동등하였다. 제사장은 다른 11 지파와 레위지파 사이에서 주어지는 동등한 부족 간 역할 구분과 자격 관계이지 계급적 관계가 아니었다. 이후 왕정 시대가 도래하며 왕족과 귀족이 형성되고, 귀족과 평민, 노예로 계급이 구분되었다. 귀족의 일원으로 변화한 제사장 역시 제사장과 신도로 계급적 관계가 되었다. 
구약성경에서 제사장은 부족동맹 시기 이전의 전기 제사장 개념과 왕정 시기 이후의 후기 제사장 개념으로 구분된다. 예수 당시 예루살렘 성전의 제사장은 후기 개념에서 더욱 변질되었다. 그들은 레위지파의 후손도 아니었고, 로마제국 치하 유대 왕정에서 계급적 귀족 지위를 누렸다. 신약성경에서 전하는 제사장은 족장 시대의 족장과 부족동맹 시절의 레위지파의 제사장의 개념을 담고 있다.
서방교회 내부에서 개신교회는 구약성경의 왕정 이전 '전기 제사장' 개념, 자격적 제사장과 신약성경의 제사장 개념의 성직자를 강조하며, 천주교회는 구약성경의 왕정 이후 '후기 제사장' 개념인 계급적 제사장 개념의 성직자를 강조한다.  
이 교리는 신자들을 가르치는 교회(Ecclesia Docens)와 듣는 교회(Ecclesia Discens)로 나누는 계급적 천주교회의 교리와 차별되며 정교회 등의 교리와도 차별된다.

## 교리
만인제사장설 교리는 모든 신자가 평등한 성도이므로, 성직자든 신자든 계급적 관계가 아니며, 맡은 사명이 다른 동일한 주님의 자녀일 뿐이다. "모든 신자들은 그가 성직자이든 아니든 상관 없이 누구나 직접, 오로지 예수 그리스도를 하나님과 인간 사이의 중재자로 하여 하나님께 나아가 하나님께 예배하며 교제할 수 있다"이다. 즉, 개신교 신학에서 이를 통해 신실한 그리스도인이 하나님의 목적을 위해 선택된 이스라엘 자손과 같이, 하나님 앞에 선택된 자들이라는 관점이 도출되었다. 
이는 16세기 당시 서방교회 신자들에게 모든 그리스도인이 성령과 함께 그리스도를 통해 하나님 앞에서 직접 예배하고 교제할 수 있다는 신학적 개념으로 당시 서방교회가 교황 이름으로 판매했던 면죄부의 필요성과 당시 교황과 주교가 사회정치적으로 활용하던 면죄 권한을 전면 부인하는 신학 개념이었다. 만인제사장설은 예수 그리스도만이 구원과 용서를 하며 그 이외에 다른 중보자나 중보적인 역할이 필요 없다는 것으로 귀결되었다. 따라서 성인 추대와 성모 마리아에 대한 교리는 무의미하고 불필요한 것이며, 교종(교황)과 같은 구약의 대제사장 형태 직제는 필요 없다고 본다. 따라서 개신교회의 성직자, 즉 목사는 죄를 사하고, 제물을 바치는 제사장이 아니라 전통적 기독교 교회의 5가지 요소(예배, 친교, 교육, 선포, 봉사)를 책임지고, 성경과 사도들이 전한 신앙을 가르치고 교회를 수호하는 이로 인식한다.
즉, 갈라디아서 3장 28절 (유대 사람이나 그리스 사람이나, 종이나 자유인이나, 남자나 여자나 차별이 없습니다. 그것은 여러분이 그리스도 예수 안에서 다 하나이기 때문입니다. (표준새번역))에 따라, 모든 그리스도인은 동등한 권리를 가지고 있는 것이며, 단지 자격이나 직분에 따라 그 역할의 차이가 있을 뿐이다.
개신교에서는 이 교리를 받아들여 세례와 성만찬만을 예수 그리스도가 정하고 사도가 전한 성례전으로 인정하며 12세기 서방교회인 로마지역에서만 열린 라테란 공의회에서 형성된 신품성사, 고해성사 등의 7가지 성사는 불필요한 제사장 직제의 일편으로 보며, 이것들은 성례전이 아닌 교회 예식의 하나로 인식한다. 대부분의 개신교 교회에서는 성례전과 설교는 전문적 신학 교육을 받고 안수받은 성직자만이 집전한다.

## 개신교의 견해
종교개혁자 마르틴 루터는 1520년에 그의 저서 《독일 기독교 귀족들에게 고함》에서 영적 기독교인과 세속적인 기독교인으로 나누었던 12세기 이후 형성된 서방교회의 중세 교회 방식을 비판하였다. 종교개혁 당시 절대적 군주 제도로 군림하였던 당시 16세기 서방교회 구조와 교종인 교황의 존재는 그리스도의 복음과 비교되어 상대적인 존재가 되었고 절대성이 부정되었다. 이는 하부적으로성직자가 하는 일은 계급적 성직으로, 신자가 하는 일은 세속적인 일로 구분하고, 산상설교등의 기독교 윤리는 성직자에게만 해당된다는 이분적인 계급적 태도도 비판되었다. 종교개혁자들은 모든 기독교인들은 제사장의 자격이므로 그가 성직자이든, 신자이든 복음 안에서 하나님의 부르심에 따르는 직업인 직업, 즉 자신들의 성직에 종사하고 있으며, 윤리적 태도와 기준도 모든 기독교 신자들에게 해당된다고 논박하였다. 즉 하나님의 일은 복음을 따르는 것으로 성직자가 하는 일인 설교, 성례전, 예배 집례등의 목회만 뜻하는 것이 아니라, 신자가 소명에 의해 종사하는 올바른 직업도 뜻하는 것으로 확대되었다.
만인제사장설의 근거로 자주 인용되는 성서구절은 신약성서의 베드로의 첫째 편지 2장 9절이다:
그러나 여러분은 선택된 민족이고 왕의 사제들이며 거룩한 겨레이고 하느님의 소유가 된 백성입니다. 그러므로 여러분은 어두운 데서 여러분을 불러내어 그 놀라운 빛 가운데로 인도해 주신 하느님의 놀라운 능력을 널리 찬양해야 합니다. (베드로의 첫째 편지 2장 9절.공동번역)

또, 사도 요한은 다음과 같이 가르쳤다.
당신은 그들로 하여금 우리 하느님을 위하여 한 왕국을 이루게 하셨고 사제들이 되게 하셨으니 그들은 땅 위에서 왕노릇할 것입니다 (요한묵시록 5장 10절.공동번역)

루터는 위의 성구들을 근거로 하나님의 눈에 기독교인들이 모두 제사장이었다고 주장하였다. 3개월 뒤에 루터는 《교회의 바빌론 유폐에 대하여》를 쓰면서 이를 다시 강조하였다.
이 밖에 찾을 수 있는 다른 성구로는 출애굽기 19장 5~6절, 베드로 전서 2장 4~8절, 요한계시록 1장 4~6절과 5장 6~10절 등이 있다.

## 교파별 이해
개신교회의 모든 교파는 만인제사장설을 인정하고 따른다. 만인제사장설에 대한 이해에는 개신교회의 교파별로 차이가 있다. 모든 신자가 제사장의 자격을 지님으로 자신의 소명의 따라 행하는 모든 일이 하나님 보시기에 좋은 사명 즉 성직의 범위 안에 있다는 만인제사상설의 사고는 공교회적 감독제 입장과 원로제 입장과 회중제 입장으로 나뉜다. 신학적 입장에 따라 개신교회의 개선주의를 따르는 감독제 교회는 '온건적' 만인제사장설 이해로 볼 수 있으며, 재건주의를 따르는 원로제나 회중제는 '급진적' 만인제사장설 이해로 볼 수 있다.

### 성공회
가톨릭처럼 사제직을 유지하는 성공회에서는 두가지 관점에서 해석한다.
1. 만인을 위한 만인의 사제라는 관점에서 해석한다. 즉 모두가 서로를 위해 기도하고 서로를 위해 살아간다는 개념.
2. 대사제 예수그리스도께서 구원의 통로가 되어주셨으니 다른 통로가 필요치않다. 하나님과 직접 소통할 수 있는 사제다.

### 감독제
공교회적인 감독제 입장은 보편교회(공교회)와 서방교회의 전통적 구조를 따르는 교파들이다. 공교회(보편교회)의 성직 이해인 직위적 자격 구분을 따른다. 이 교파들에서는 성직자와 평신도의 수행자격으로 구분을 짓는다. 그 형태는 죄를 사하는 권한을 지닌 형태의 절대적 계급이 아닌 감독목사의 성직 안수를 통한 성직으로 이해하여 구분한다. 즉 평등한 국민의 일원이나 의학교육과 의사 시험에 통과한 사람만이 의사 면허로 치료와 수술을 할 수 있는 것과 유사하다. 대한민국 내에서 공교회 전통의 교단은 루터교, 성공회, 감리교, 구세군 등으로 성직자와 평신도의 자격 구분을 분명히 하며 목사의 제도인, 성직 제도로 구분을 한다. 보편교회의 구조인 3직제의 성직 구조를 따라 "집사목사"(deacon), "장로목사"(elder), "감독목사"(bishop)의 구분이 있다. 대한민국 개신교에서는 흔히 이 3직제를 전도사, 목사, 감독으로 구분하기도 한다.

### 원로제
원로제 입장은 원로구조 즉, 교회 공동체에서 선발된 지도자들인 장로들의 치리 형태를 이루는 원로총회 또는 장로총회 중심의 직제인 교파들이다. 대한민국 내에서 장로교, 성결교, 순복음교회 등으로 성직을 맡는 목사는 장로들 중의 한 명이다. 선별된 장로들 중 행정과 목회를 구분하여 담당하여 행정 장로와 목회 장로인 목사로 구분한다. 따라서 목사는 장로로서 특별히 목회의 성직 사명을 수행하는 것으로 이해한다.

### 회중제
회중제 입장은 회중구조 즉 회중들의 회의를 통한 치리 형태를 이루는 평신도 중심 구조의 교파들이다. 대한민국 내에서 회중교회, 침례교 등으로 회중에서 선발된 안수집사가 목회를 담당하는 평신도 중심의 목사 이해를 가진다. 따라서 목사직은 신자들의 공동체 중에서 투표와 같은 특정한 제도로 선별된 이가 장로가 되어 목회를 담당하는 성직자가 된 것으로 이해한다.